# توماس ماجنوسون
توماس ماجنوسون (بالسويدية: Thomas Magnusson)‏ (25 يناير 1978 هلسينغبورغ السويد - ) هو لاعب كرة قدم سويدي.

## مسيرته

### مسيرته مع المنتخبات الوطنية
- 2001 - 2001 لعب مع منتخب السويد لكرة القدم مباراة.

### مسيرته مع الأندية
- 2006 - 2008 لعب مع نادي نوركوبنغ 81 مباراة سجل خلالها 6 أهداف.

## روابط خارجية
- توماس ماجنوسون على موقع قاعدة بيانات كرة القدم.إي يو (الإنجليزية)
- توماس ماجنوسون على موقع عالم كرة القدم.نت (الإنجليزية)